# 迦膩色伽一世

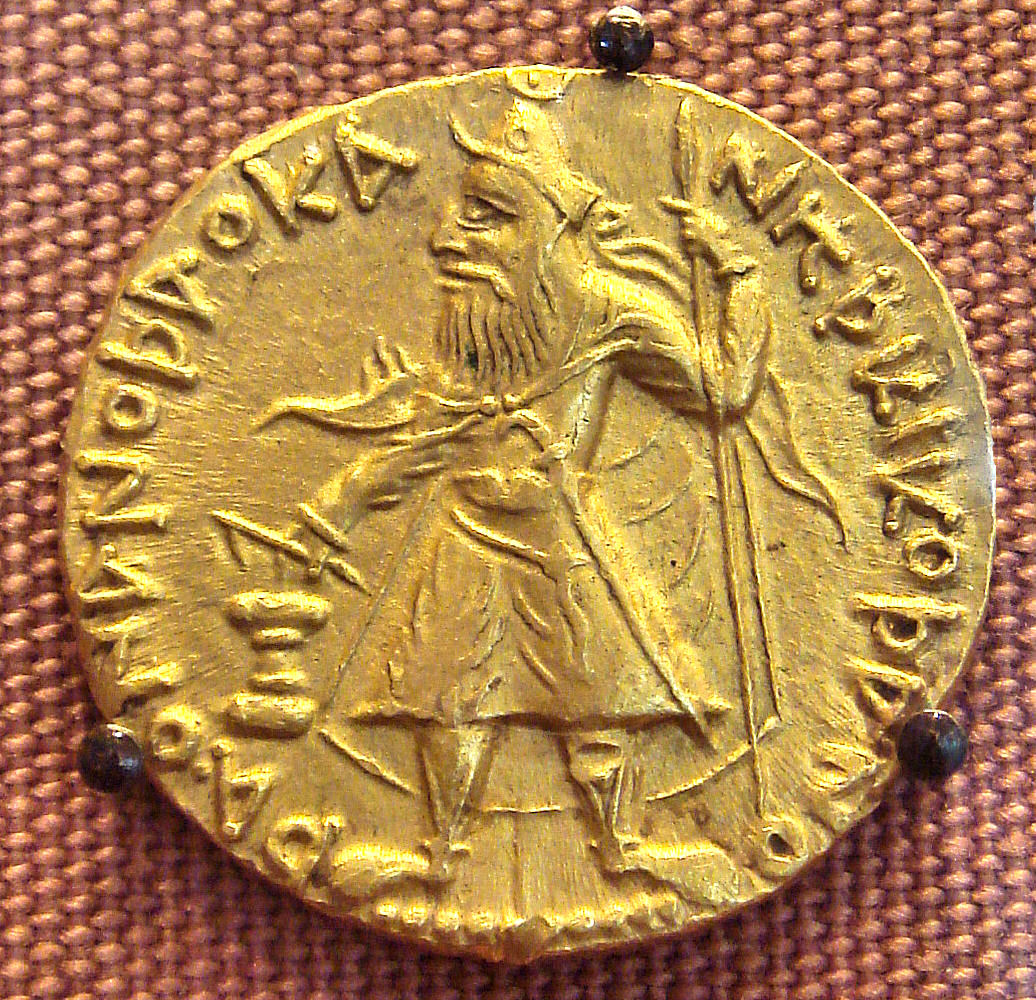
迦膩色伽王一世金幣

迦膩色伽王一世（大夏語：Κανηϸκι，Kanishka I，在位期：公元127年-151年）是公元2世纪貴霜帝国的一个君主。他統一帝國，從中亞和犍陀羅一直延伸到恒河平原的帕塔利子城(Pataliputra)。他的帝國首都建在犍陀羅的白沙瓦(Peshawar)，另一首都建在馬國拉(Mathura)。在今賈巴爾普爾發現了迦膩色伽王的硬幣。
他對大乘佛教的贊助對絲綢之路的發展以及從犍陀羅穿越喀喇崑崙山脈到中國的傳播發揮了重要作用。 大約在公元 127 年，他用大夏語取代希臘語作為帝國的官方行政語言。

## 世系
迦膩色伽王一世是月氏族貴霜。月氏族的母語可能是吐火羅語 A。羅巴塔克銘文使用希臘文字來書寫一種被描述為 Arya (αρια) 的語言 - 很可能是 Ariana 的一種大夏語，這是伊朗中部時期的伊朗東部語言。但亦很可能被貴霜採用以促進與當地臣民的交流。
迦膩色伽王是威瑪迦菲西（Vima Kadphises）的繼任者。 迦膩色伽王與其他貴霜統治者的聯繫在羅巴塔克銘文中有記錄，因為迦膩色伽王列出了在他那個時代統治的國王名單：Kujula Kadphises 他的曾祖父，Vima Taktu 是他的祖父，Vima Kadphises 是他的父親，以及 迦膩色伽王本人。

## 生平
羅巴塔克銘文記載，他是閻膏珍之子。
在吞併其他國家之後，定都於白沙瓦。之後鼎力宣揚佛教，並於在位期間統合佛教各部的思想，使大乘佛教產生其雛型。相傳因為脅尊者的建議，他召開了第四次結集，相傳《大毘婆沙論》也在他贊助下編成。

## 征服南亞與中亞
貴霜帝國的版圖從烏茲別克斯坦南部和塔吉克斯坦延伸，西北部的阿姆河（阿克蘇斯）以北到印度北部，直到東南部的馬圖拉（羅巴塔克銘文甚至聲稱他擁有帕塔利子城和斯里佔巴），他的領土也包括克什米爾，那裡有一個城鎮 Kanishkapur（現代的 Kanispora），以他的名字命名，離巴拉穆拉山口不遠，仍然包含一個大佛塔的底部。
《後漢書》記載，公元90年，班超率領70,000人與貴霜軍（貴霜被称为月氏）在和闐附近作戰，而貴霜軍由一位不為人知的貴霜總督謝率領。班超取得勝利，以焦土政策迫使貴霜撤退。喀什、于闐和葉爾羌是中國在現代新疆塔里木盆地的屬地。在塔里木盆地發現了幾枚迦膩色伽硬幣。
迦膩色伽的貴霜帝國控制了南亞和羅馬之間的陸地（絲綢之路）和海上貿易路線，使其版圖與影响力四射。

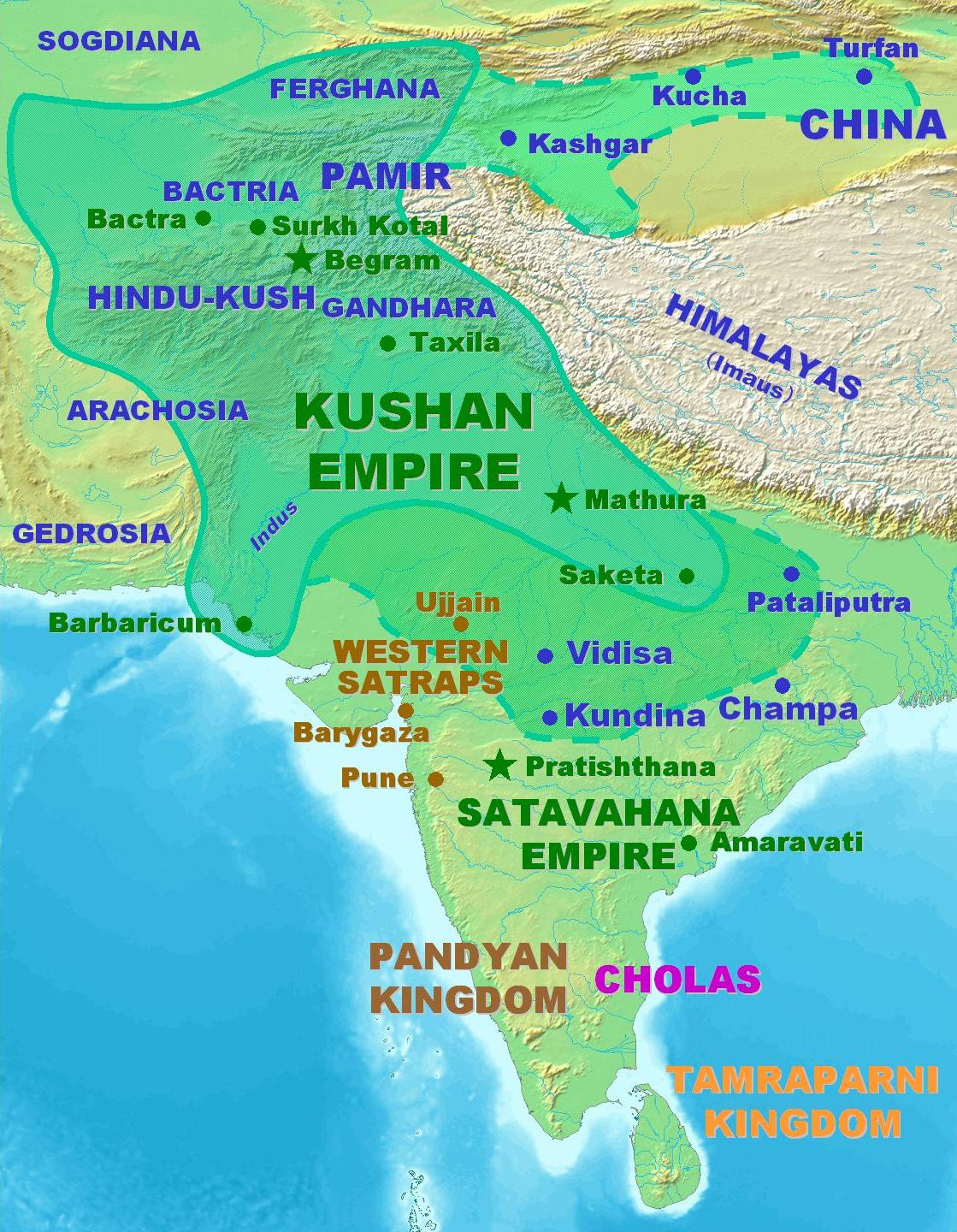
根據羅巴塔克銘文貴霜領土 (實線) 卡尼什卡（虛線）下貴霜領土的最大範圍。
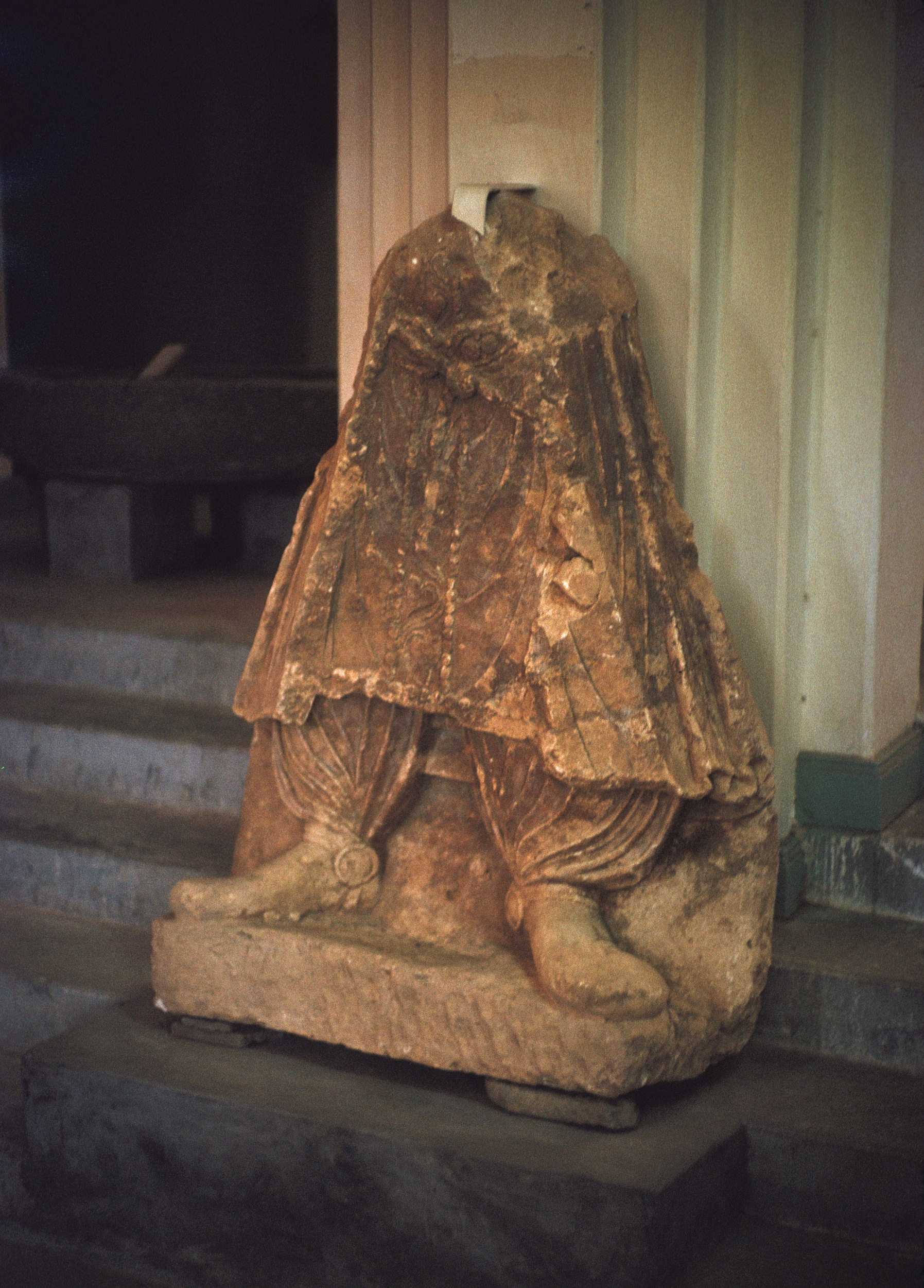
迦膩色伽像, 蘇爾赫科塔爾, 公元 2 世紀。 喀布爾博物館.
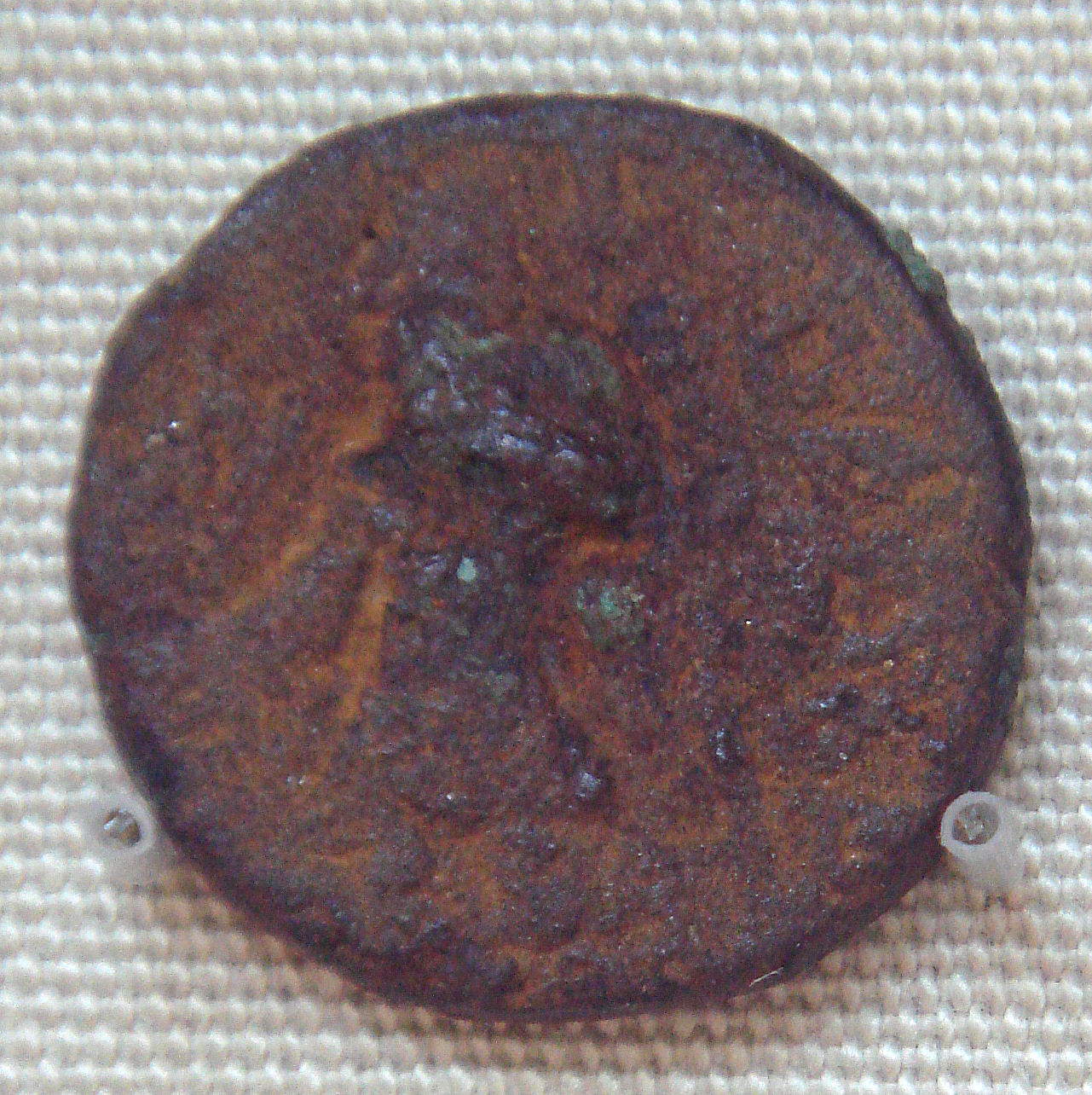
迦膩色伽銅幣, 在中國于闐發現。
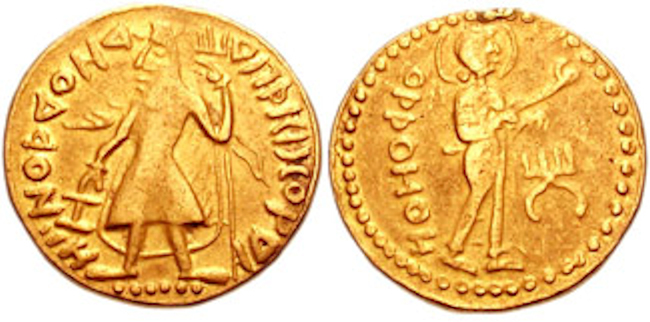
國王Vira Jadamarah 的Samatata 硬幣, 模仿迦膩色伽一世的硬幣。 大約公元 2 至 3 世紀。

## 迦膩色伽一世與佛教
新興的大乘佛教是在貴霜帝國之下大為發展並傳播，大乘佛教也因此受到希臘文化或希臘羅馬文化的強烈影響，如佛菩薩像的制造、建築及雕刻等出現新樣式與風格，即所謂犍陀羅藝術。犍陀羅佛像的雕刻是在西元一世紀的後半左右開始出現正是大乘佛教出現時期。在佛教發展之初，雖然印度有高度的藝術發展，但因崇敬佛陀而沒有製作佛像，只以菩提樹等象徵佛陀與佛法，另佛陀已般涅槃，因此佛陀當不可見，不能以形像來掌握的。但到了大乘佛教傳播之時，信眾祗求佛陀與菩薩救濟在家苦難信眾，拜佛求救苦眾需要佛陀的具體形象禮拜，從此，在大乘佛教中，禮拜佛像也成了功德。

## 考證
過去歷史學家普遍認為他是大月氏人，但也有考證認為他應該是塞种(Saka)人。
迦腻色伽王一世在位28年。之後他傳位與胡维什卡。但有關當時發生的事，由於年代久遠及欠缺歷史記錄，詳細情形已不為後人所知。

## 參看
- 貴霜王朝

## 外部連結
- 徐文明，《迦膩色伽王與大月氏王系 （页面存档备份，存于）》，北京师范大学哲学系。
- 貴霜王朝早期的一些歷史爭議(英語) （页面存档备份，存于）
- 貴霜王朝簡史(英語) （页面存档备份，存于）
- 迦膩色伽王一世時期的佛像錢幣

## 延伸阅读
- Bopearachchi, Osmund. . Lattes: Association imago-musée de Lattes. 2003. ISBN 978-2-9516679-2-1 （法语）.
- Chavannes, Édouard. (1906) "Trois Généraux Chinois de la dynastie des Han Orientaux. Pan Tch'ao (32–102 p. C.); – son fils Pan Yong; – Leang K'in (112 p. C.). Chapitre LXXVII du Heou Han chou." T'oung pao 7, (1906) p. 232 and note 3.
- Dobbins, K. Walton. (1971). The Stūpa and Vihāra of Kanishka I. The Asiatic Society of Bengal Monograph Series, Vol. XVIII. Calcutta.
- Falk, Harry (2001): "The yuga of Sphujiddhvaja and the era of the Kuṣâṇas." In: Silk Road Art and Archaeology VII, pp. 121–136.
- Falk, Harry (2004): "The Kaniṣka era in Gupta records." In: Silk Road Art and Archaeology X (2004), pp. 167–176.
- Foucher, M. A. 1901. "Notes sur la geographie ancienne du Gandhâra (commentaire à un chapitre de Hiuen-Tsang)." BEFEO No. 4, Oct. 1901, pp. 322–369.
- Gnoli, Gherardo (2002). "The "Aryan" Language." JSAI 26 (2002).
- Hargreaves, H. (1910–11): "Excavations at Shāh-jī-kī Dhērī"; Archaeological Survey of India, 1910–11.
- Hill, John E. (2009) Through the Jade Gate to Rome: A Study of the Silk Routes during the Later Han Dynasty, 1st to 2nd centuries CE. BookSurge, Charleston, South Carolina. ISBN 978-1-4392-2134-1.
- Kulke, Hermann; Rothermund, Dietmar. . London; New York: Routledge. 1998. ISBN 978-0-415-15481-9.
- Kumar, Baldev. 1973. The Early . New Delhi, Sterling Publishers.
- Sims-Williams, Nicholas and Joe Cribb (1995/6): "A New Bactrian Inscription of Kanishka the Great." Silk Road Art and Archaeology 4 (1996), pp. 75–142.
- Sims-Williams, Nicholas (1998): "Further notes on the Bactrian inscription of Rabatak, with an Appendix on the names of Kujula Kadphises and Vima Taktu in Chinese." Proceedings of the Third European Conference of Iranian Studies Part 1: Old and Middle Iranian Studies. Edited by Nicholas Sims-Williams. Wiesbaden. 1998, pp. 79–93.
- Sims-Williams, Nicholas. Sims-Williams, Nicolas. .  3. London: Routledge & Kegan Paul. Accessed: 20/12/2010 （页面存档备份，存于）
- Spooner, D. B. (1908–9): "Excavations at Shāh-jī-kī Dhērī."; Archaeological Survey of India, 1908-9.
- Wood, Frances (2003). The Silk Road: Two Thousand Years in the Heart of Asia. University of California Press. Hbk (2003), ISBN 978-0-520-23786-5; pbk. (2004) ISBN 978-0-520-24340-8

| 前任： 閻膏珍 | 貴霜王朝君主列表 | 继任： 胡维什卡 |